# Тануччи, Бернардо
Бернардо Тануччи (итал. Bernardo Tanucci; 20 февраля 1698, Стия — 29 апреля 1783, Неаполь) — неаполитанский политик эпохи Просвещения, представитель т. н. просвещённого абсолютизма, глава правительства при Карле VII и его слабовольном сыне Фердинанде.

## Биография
Родился в городе Стия (провинция Ареццо) в бедной семье. Благодаря патронажу получил образование в университете Пизы. В 1725 году стал профессором этого университета, где приобрел известность, как защитник подлинности рукописи Codex Pisanus.
Инфант дон Карлос обратился к Тануччи с просьбою разрешить вопрос, может ли монастырская стена оградить преступника от наказания (дело шло о солдате, совершившем убийство и скрывшемся в монастыре). Тануччи ответил, что право убежища противно и божеским, и человеческим законам и служит угрозой государственному порядку. Рим проклял памфлет, но инфанту понравился смелый ученый, и когда в 1735 году он под именем Карла VII занял неаполитанский престол, он пожаловал Тануччи титул маркиза в 1752 году и пост Государственного секретаря в 1755 году.
Воспитанный под влиянием римского права, Тануччи был убеждённым монархистом и считал совершенно ненормальным явлением огромную власть, присвоенную себе аристократией и духовенством. Принимая бразды правления, он рассчитывал, что Испания окажет Неаполю поддержку, когда того потребуют обстоятельства. Его неподготовленность сказалась в тех мерах, которые проводил по его совету Карл. Быть может, нигде просвещённый абсолютизм так явно не обнаружил своих внутренних противоречий, как в Неаполе, нигде реформы, задуманные в таком широком масштабе, не оказывались так непрочны и недолговечны.
Тануччи начал с того, что прекратил накопление земель в руках монастырей (main morte), ограничил церковную юрисдикцию, отнял власть, которою издавна пользовался папский нунций; но эти меры были слишком незначительны для страны, где на 5-миллионое население приходилось примерно 100 тысяч служителей церкви.
Ещё нерешительнее были меры, предпринятые Тануччи против светской аристократии. Несколько указов, изданных в начале царствования Карла, не привели ни к чему; кодекс (Codice Carolino), который должен был провозгласить равенство всех перед законом, не был приведён в действие.
Тануччи мало интересовался научным движением: покровительство учёным, раскопки в Геркулануме и Помпеях, постройка грандиозного дворца в Казерте — все это было личным делом короля Карла. Когда в 1759 году Карл, заняв престол Испании, оставил в Неаполе королём своего сына Фердинанда IV и назначил регентство, Тануччи стал почти полновластным правителем государства. Его борьба с Римом сделалась более решительною.
В 1767 году из Неаполя были изгнаны иезуиты, а когда папа Климент XIII протестовал, Тануччи захватил Беневент и Понтекорво (подобно тому, как Шуазель занял Авиньон) и прекратил ежегодный дар папе иноходца и 7 тысяч экю, символизировавший вассальную зависимость Неаполитанского королевства от Рима.
Как раз в этот момент власти Тануччи был положен конец. Фердинанд IV женился на австрийской принцессе Марии-Каролине; испанское влияние стало уступать австрийскому, и по требованию королевы Тануччи в октябре 1776 года был удален от власти. Его реформаторство в неумелых руках Беккаделли и Актона быстро пришло в упадок.

## Сочинения
- «Epistola ad nobiles socios Cortonenses, in qua nonnula refutantur et epistola Guidonis Grandi, de Pandectis» (Лукка, 1728)
- "Difesa seconda dell’uso antico delle Pandette e del ritrovamento del famoso manoscritto di esse in Amalfi " (Флор., 1729)
- «Epistola de Pandectis Pisanis» (1731), «Dissertazione del dominio antico de’Pisani sulla Corsica» (в «Istoria del regno di Corsica», Камбиаджи)